# ۱٬۳-دیازپین
۱،۳-دیازپین (به انگلیسی: 1,3-Diazepine) با فرمول شیمیایی C۵H۶N۲ یک ترکیب شیمیایی با شناسه پاب‌کم ۲۱۹۴۰۷۲۴ است. که جرم مولی آن ۹۴٫۱۱۴۵۴ g/mol می‌باشد. 